# 比基尼環礁機場
比基尼環礁機場（英語：Bikini Atoll Airport），或称为“恩尤飛行場”（Enyu Airfield），是位於馬紹爾群島比基尼環礁的公用機場。从机场坐摩托艇到比基尼环礁主岛比基尼岛需时约30分钟。此飞机跑道由国际航空运输协会指定的位置标识为BII。

## 設備
這座機場有一條跑道，大小為1,359 x 42.5 公尺。

## 目的地
| 航空公司       | 目的地                   |
| -------------- | ------------------------ |
| 馬紹爾群島航空 | 瓜加林環礁、朗格拉普環礁 |